# 海晏駅
海晏駅（かいあんえき、中国語: 海晏站）は中華人民共和国青海省海北チベット族自治州海晏県に位置する青蔵線の駅。四等駅。

当駅から中国初の原子爆弾や水素爆弾の開発された町として知られる「中国原子城」へ伸びる西海線が分岐している。

## 沿革
- 1984年5月1日：開業[4]。
- 2009年12月10日：青蔵線の新線切り替えにより移転。かつての駅は「海晏北駅」に改称された[5]。
- 2009年12月12日：青蔵線が電化される[6][7]。

## 隣の駅
中国鉄路総公司
青蔵線
湟源駅 - 海晏駅 - 青海湖駅
西海線
海晏駅 - (海晏北駅) - 中国原子城駅